# جایانتو نات چاودوری
جایانتو نات چاودوری (انگلیسی: Jayanto Nath Chaudhuri; ۱۰ ژوئن ۱۹۰۸ – ۶ آوریل ۱۹۸۳) سیاست‌مدار اهل هند بود.